# Еміркіль
Еміркі́ль (рос. Эмиркиль) — гірська вершина у північно-східній частині Великого Кавказу. Знаходиться на території Росії (південний Дагестан).